# Гастон Сауро
Га́стон Сау́ро (ісп. Gastón Sauro, нар. 23 лютого 1990, Росаріо) — аргентинський футболіст, центральний захисник клубу «Коламбус Крю».

## Клубна кар'єра
Народився 23 лютого 1990 року в місті Росаріо. Вихованець футбольної школи клубу «Бока Хуніорс». Дорослу футбольну кар'єру розпочав 2009 року в основній команді того ж клубу, в якій провів три сезони, взявши участь лише в 15 матчах чемпіонату.
До складу клубу «Базель» приєднався 2012 року. Наразі встиг відіграти за команду з Базеля 9 матчів в національному чемпіонаті.

## Виступи за збірну
2007 року провів одну офіційнц гру у складі юнацької збірної Аргентини.